# 1167 en santé et médecine
| Années de la santé et de la médecine : 1164 - 1165 - 1166 - 1167 - 1168 - 1169 - 1170    |
| Décennies de la santé et de la médecine : 1130 - 1140 - 1150 - 1160 - 1170 - 1180 - 1190 |

## Événements
- Début de la construction de l'hôpital Notre-Dame de Laon[1].
- Fondation de l'université d'Oxford, où la médecine sera enseignée à partir du XIIIe siècle[2].
- Vers 1167 : « Un chevalier bourguignon marié et fixé en Terre sainte, Calon d'Avallon, […] donne à l'hôpital d'Acre, dépendant de celui de Jérusalem, un domaine situé dans son pays d'origine », acte qui peut être tenu pour fondateur de l'hôpital de Pontaubert, en Bourgogne[3],[4].
- 1167 ou 1168 : Raoul II, comte de Vermandois, né vers 1147 et atteint de la lèpre, meurt sans enfants et « ses provinces passent aux mains de Philippe d'Alsace », comte de Flandre[5].
- 1167-1181 : institution d'une léproserie à Chièvres, en Hainaut, par Ève, dame du lieu[6].

## Décès
- 1167[7] (1165 ou 1174[8]) : Abraham ibn Ezra (né en 1092 ou 1093[7] (1099 ou 1119[8]), rabbin espagnol, philosophe, astronome, poète, médecin, philologue et cabaliste, auteur de nombreux ouvrages, dont un d'astrologie médicale, Sefer ha-Me'orot, traduit en latin sous le titre De luminaribus et diebus criticis, « le seul qui ait rapport à la  médecine », et qui sera imprimé pour la première fois à Lyon en 1496[8].